# Хворостянское
Хворостя́нское (баш. Хворостянка) — деревня в Хайбуллинском районе Республики Башкортостан Российской Федерации. Входит в Самарский сельсовет.

## География
Находится на правом берегу реки Таналык (Таналыкское водохранилище).

### Географическое положение
Расстояние до:
- районного центра (Акъяр): 35 км,
- центра сельсовета (Самарское): 10 км,
- ближайшей ж/д станции (Сара): 90 км.

## Население
| 2002 | 2010 |
| ---- | ---- |
| 263  | ↘230 |

### Национальный состав
Согласно переписи 2002 года, преобладающие национальности — башкиры (60 %), русские (37 %).

## Инфраструктура
Личное подсобное хозяйство.
СОШ с. Самарское.
Возле деревни находится  Юбилейное месторождение.

## Транспорт
Деревня доступна автотранспортом. Остановка общественного транспорта.

## Достопримечательности
Таналык — археологический памятник бронзового века, в 1,5 км к северо-востоку от деревни.